# Montgomery Village
Montgomery Village és una concentració de població designada pel cens dels Estats Units a l'estat de Maryland. Segons el cens del 2000 tenia 38.051 habitants.

## Demografia
Segons el cens del 2000, Montgomery Village tenia 38.051 habitants, 14.142 habitatges, i 9.729 famílies. La densitat de població era de 2.267,2 habitants per km².
Dels 14.142 habitatges en un 36,8% hi vivien nens de menys de 18 anys, en un 52,5% hi vivien parelles casades, en un 12,6% dones solteres, i en un 31,2% no eren unitats familiars. En el 24% dels habitatges hi vivien persones soles el 4,9% de les quals corresponia a persones de 65 anys o més que vivien soles. El nombre mitjà de persones vivint en cada habitatge era de 2,68 i el nombre mitjà de persones que vivien en cada família era de 3,21.
Per edats la població es repartia de la següent manera: un 26,6% tenia menys de 18 anys, un 7,5% entre 18 i 24, un 35,4% entre 25 i 44, un 23,5% de 45 a 60 i un 7% 65 anys o més.
L'edat mediana era de 34 anys. Per cada 100 dones de 18 o més anys hi havia 87,7 homes.
La renda mediana per habitatge era de 66.828 $ i la renda mediana per família de 74.920 $. Els homes tenien una renda mediana de 50.046 $ mentre que les dones 38.665 $. La renda per capita de la població era de 29.620 $. Entorn del 3,9% de les famílies i el 5,1% de la població estaven per davall del llindar de pobresa.

## Poblacions properes
El següent diagrama mostra les poblacions més properes.